# Die Einzigen (2017)
Die Einzigen ist ein Schweizer Fernsehfilm und Erstlingswerk der Schweizer Regisseurin Maria Sigrist aus dem Jahr 2017. Die Komödie wurde von Tilt Production in Koproduktion mit Schweizer Radio und Fernsehen SRF produziert.

## Handlung
Auf seinem Weg von Mailand  zurück nach Frankfurt will der ehrgeizige Unternehmensberater Jan Keplitz einen kurzen Pflichtstopp in Muotathal einlegen, um das Erbe seines ihm unbekannten Vaters schnellstmöglich abzuwickeln. Doch nach einem Beinahe-Unfall mit dem stummen Gothic-Girl Tonja Imhof, der Begegnung mit dem skurrilen Stammtischpersonal des Ortes und einem handfesten Streit mit dem ruppigen Dorfpolizisten Gwerder wird schnell klar, dass er aus dieser für ihn so andersartigen Welt erst mal nicht mehr herauskommt.
Die Einzigen ist ein Film über das «Verlassen werden» – sei es durch einen Vater, eine Ehefrau oder durch den Tod eines geliebten Menschen. Und es geht darum, wie man diesen Verlust überwindet und wieder ins Leben mit den «Anderen» zurückfinden kann.

## Produktion
Der Film wurde im Muotathal, Schweiz in 23 Drehtagen abgedreht. Die letzte Klappe fiel am 7. Juli 2017. Die Postproduktion fand in den darauffolgenden Monaten in Zürich statt. Der Film wurde im November 2017 fertiggestellt und hatte am 6. Dezember 2017 im Kino Kosmos die Premiere. Die Erstausstrahlung fand am 13. Dezember 2017 um 20.10 auf SRF zwei statt. Der 90-minütige Spielfilm ist auch im SRF Shop als DVD erhältlich.
Die männliche Hauptrolle spielte der deutsche Schauspieler Johannes Franke, alle anderen Rollen wurden mit Schweizer Schauspielern besetzt, einzelne Nebenrollen sogar mit Laiendarstellern aus dem Muotathal.